# La Escalera, Veracruz
La Escalera är en ort i Mexiko.   Den ligger i kommunen Mecatlán och delstaten Veracruz, i den sydöstra delen av landet, 170 km nordost om huvudstaden Mexico City. La Escalera ligger 448 meter över havet och antalet invånare är 421.
Terrängen runt La Escalera är kuperad. Runt La Escalera är det tätbefolkat, med 297 invånare per kvadratkilometer. Närmaste större samhälle är Mecatlán, 1,4 km norr om La Escalera. Omgivningarna runt La Escalera är en mosaik av jordbruksmark och naturlig växtlighet.